# جزيرة تشيليك
جزيرة تشيليك وهي جزيرة من جزر إندونيسيا، وتقع ضمن جزر كاريمون جاوة في إقليم جاوة الوسطى.